# The Mystery Box
The Mystery Box é um seriado estadunidense de 1925, gênero ação, dirigido por Alan James e produzido por Ben F. Wilson, em 10 capítulos, estrelado por Ben F. Wilson, Neva Gerber e Lafe McKee. Foi produzido pela J. Charles Davis Productions e distribuído pela Davis Distributing Division e Vital Exchanges, e veiculou nos cinemas estadunidenses a partir de 1 de junho de 1925, quando foi exibido o primeiro capítulo, The Fatal Box.
Este seriado é considerado perdido.

## Elenco
- Ben F. Wilson ...Jack Harvey
- Neva Gerber ...Dolly Hampton
- Lafe McKee ...Judd Hampton
- Robert Walker ...George Mason
- Charles Brinley ...Dan Collins
- Alfred Hollingsworth ...Seth Dobbins
- Jack Henderson ...Nose Paint Wheeler
- Yakima Canutt ...Whipping boss

## Capítulos
Fonte: Library of Congress
1. The Fatal Box
2. A Tragic Legacy
3. Daring Danger
4. A Leap for Life
5. Defying Fate
6. Trapped by Outlaws
7. The Pendulum of Death
8. The Miracle Rider
9. Vengeance of the Mystery Box
10. Vindicated